# Оберн (аэропорт, Калифорния)
Муниципальный аэропорт Оберн (англ. Auburn Municipal Airport), (ИАТА: AUN, ИКАО: KAUN, FAA LID: AUN) — государственный гражданский аэропорт, расположенный в пяти километрах к северу от города Оберн, округ Пласер (Калифорния), США.
Аэропорт находится в собственности города Оберн и главным образом используется для обслуживания рейсов авиации общего назначения

## Общие сведения
Муниципальный аэропорт Оберн был построен федеральным правительством страны в 1934 году и использовался для перевалочной базы для почтовых служб США вплоть до 1946 года. В 1947 году территория, занимаемая аэропортом, и сам аэропорт были переданы в частную собственность, а позднее перешли в полную собственность города Оберн.
Работающие в Муниципальном аэропорту Оберн частные фирмы предоставляют услуги по авиационной скорой помощи, топливной заправке, частным чартерным перевозкам и аренде площадей, ремонту и обслуживанию воздушных судов, а также торговые услуги (включая сервис кафе и ресторанов).
30 августа 2009 года к юго-западу от аэропорта возник большой пожар, быстро распространявшийся на север и восток от своего очага. Чиновники закрыли Муниципальный аэропорт Оберн на несколько дней. В результате пожара выгорело 140 гектаров леса и уничтожена западная часть аэропорта вплоть до взлётно-посадочной полосы.

## Операционная деятельность
Муниципальный аэропорт Оберн занимает площадь в 115 гектар, расположен на высоте 468 метров над уровнем моря и эксплуатирует одну взлётно-посадочную полосу:
- 7/25 размерами 1128 х 23 метров с асфальтовым покрытием.